# Torre degli Azzoguidi
La Torre degli Azzoguidi (anche detta Torre Altabella) è una delle circa 20 torri gentilizie ancora esistenti nel centro storico della città di Bologna. È anche detta Altabella per la sua altezza e la perfetta verticalità, oltre che per l'eleganza. La via in cui attualmente si trova la torre, a fianco della cattedrale di San Pietro, è chiamata Altabella proprio in onore di questo soprannome.

## Struttura
Eretta nella seconda metà del XII secolo, è alta 61 metri, il che ne fa la seconda torre di Bologna per altezza dopo quella degli Asinelli. In passato, inoltre, fu probabilmente anche più alta, come dimostrato sia dal notevole spessore dei muri alla base (2,28 metri circa), sia dalla presenza di una finestra che è mozzata dal tetto attuale.
La base della torre è rivestita da 10 file di parallelepipedi in selenite, mentre a circa 28 metri dal suolo è presente una risega che ne riduce il lato e ne snellisce notevolmente la struttura. La porta di ingresso è sormontata da un arco ogivale in conci di selenite, con due stretti cordoli decorativi.
La torre, insieme a quelle dei Galluzzi e dei Prendiparte, faceva parte della triade dei grattacieli medievali. Le tre famiglie erano guelfe e le rispettive torri erano collocate in luoghi chiave della città.

## Storia

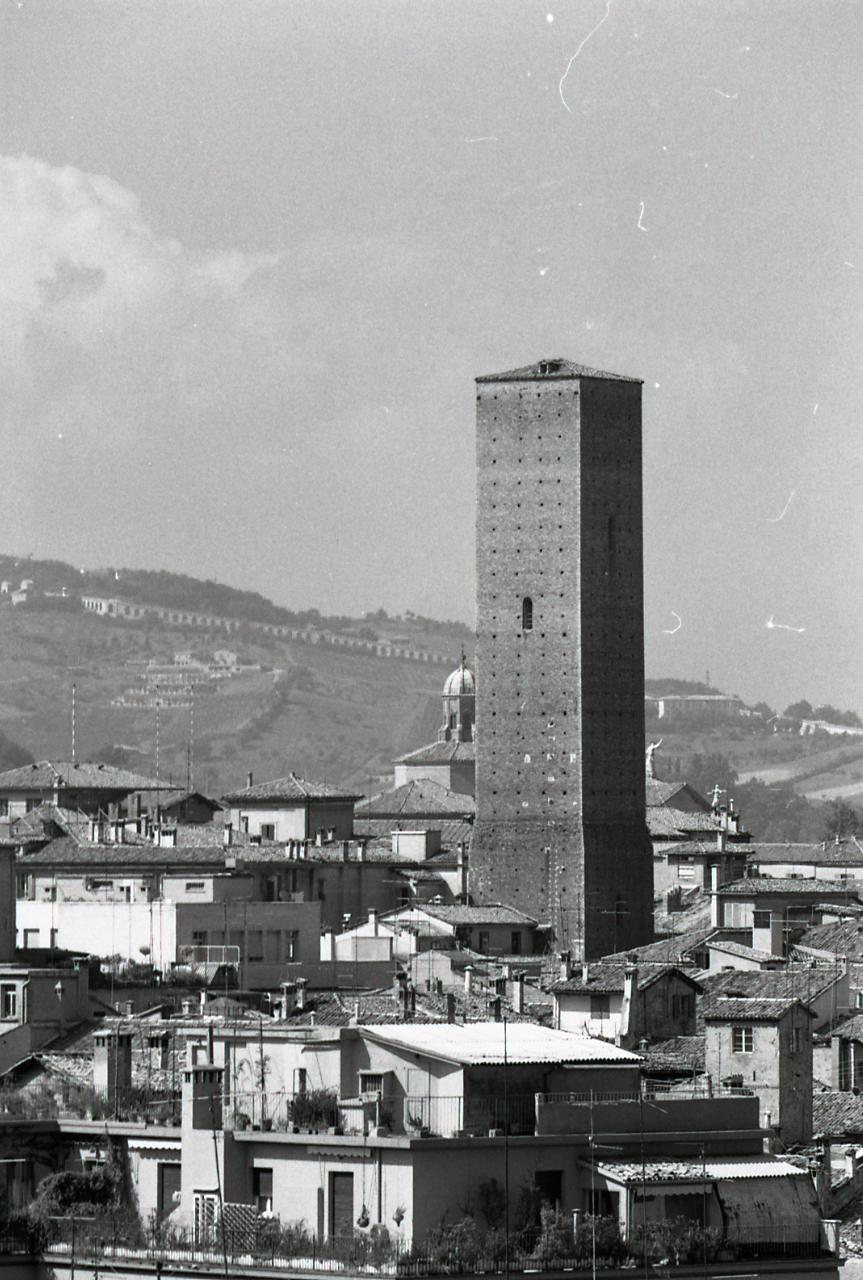
La torre, fotografata da Paolo Monti nel 1972 (Fondo Paolo Monti, BEIC)

La famiglia degli Azzoguidi compare nelle cronache di Bologna a partire dall'anno 1228. Erano di parte guelfa, ma non furono molto coinvolti nelle lotte di fazione che interessarono la città nel medioevo. Contano fra i loro esponenti diversi ambasciatori e condottieri, soprattutto nei secoli XIV e XV, ma anche alcuni uomini di scienza (tra cui Baldassarre, che fu il primo tipografo bolognese). Gli Azzoguidi possedevano un'altra torre, oggi scomparsa ma della quale restano vestigia interrate, nell'attuale via Oberdan, all'angolo con la piazzetta di San Simone.
Quando, nel XV secolo, la famiglia si estinse, la proprietà passò ai Muzzarelli. Nel corso del XIX secolo la base della torre in selenite fu adattata per ospitare una bottega. La porta originaria fu allargata e furono ridotti gli spessori dei muri interni per creare spazio, compromettendo notevolmente la stabilita dell'edificio. Negli anni cinquanta, però, un restauro ha provveduto al suo consolidamento. Oggi la torre ospita ancora un piccolo negozio di orologeria.